# Anthrax melania
Anthrax melania är en tvåvingeart som beskrevs av Frederik Maurits van der Wulp 1885. Anthrax melania ingår i släktet Anthrax och familjen svävflugor. Inga underarter finns listade i Catalogue of Life.